# Mordet på Orientexpressen (film, 1974)
För andra betydelser, se Mordet på Orientexpressen (olika betydelser).
Mordet på Orientexpressen (engelska: Murder on the Orient Express) är en brittisk mysteriefilm från 1974 i regi av Sidney Lumet och producerad av John Brabourne och Richard Goodwin. Filmen är baserad på Agatha Christies Hercule Poirot-deckare, med samma titel, från 1934.
Filmen handlar om den belgiske detektiven Hercule Poirot (Albert Finney), som får i uppdrag att utreda mordet på en amerikansk affärsmagnat ombord på Orientexpressen. De misstänkta porträtteras av en stjärnspäckad rollista bestående av Lauren Bacall, Ingrid Bergman, Sean Connery, Jean-Pierre Cassel, John Gielgud, Vanessa Redgrave, Michael York, Jacqueline Bisset, Anthony Perkins, Richard Widmark och Wendy Hiller. Manuset är skrivet av Paul Dehn.
Filmen blev en kommersiell och kritisk framgång. Ingrid Bergman vann en Oscar för bästa kvinnliga biroll, och filmen fick fem andra nomineringar vid den 47:e Oscarsgalan: Bästa manliga huvudroll (Finney), Bästa manus efter förlaga, Bästa filmmusik, Bästa foto och Bästa kostym.
I Sverige drog filmen 260 000 biobesökare.

## Inspiration
Kidnappningsfallet med Charles Lindberghs baby på 1930-talet var inspirationen till det fiktiva "Daisy Armstrong"-fallet. Charles Augustus Lindbergh Jr., son till flygpionjären Charles Lindbergh, kidnappades från sitt föräldrahem i mars 1932 vid 20 månaders ålder. Efter att familjen hade betalat en lösensumma på 50 000 dollar hittades barnet mördat.
Ett hembiträde som var anställt av fru Lindberghs föräldrar misstänktes felaktigt för delaktighet och begick självmord efter mycket hårda polisförhör. Den händelsen använde Agatha Christie som motiv för den sovvagnskonduktören Pierre Michels inblandning i mordet på Ratchett/Cassetti genom att skapa hembiträdet Paulette Michel – dotter till Pierre Michel – efter modellen av hembiträdet från Lindbergh-fallet för romanen, som också valde självmord efter felaktig misstanke.
Lindbergh-fallet var fortfarande olöst vid tiden för den första publiceringen av romanen Mordet på Orientexpressen i januari 1934. Det var inte förrän i september 1934 som Bruno Hauptmann greps som den misstänkte gärningsmannen. Trots att tvivel uppstod under den efterföljande rättegången befanns Hauptmann skyldig till mord 1935 och avrättades 1936.

## Handling
Filmens inledning visar nyhetsklipp från kidnappningen och mordet 1930 på Daisy Armstrong, den lilla dottern till den förmögne brittiske arméöversten Hamish Armstrong och hans fru Sonia.
I december 1935 reser den berömde detektiven Hercule Poirot från Istanbul till London med Orientexpressen. Hans gamle vän signor Bianchi, direktör för företaget som äger järnvägen, ordnade Poirots boende efter att alla förstaklasskupéer var okaraktäristiskt slutsålda under lågsäsong. Andra passagerare inkluderar den amerikanska änkan Harriet Hubbard, den engelska guvernanten Mary Debenham, den svenska missionären Greta Ohlsson, den amerikanske affärsmannen Samuel Ratchett, som åtföljs av sin sekreterare/översättare Hector McQueen och sin engelske betjänt Edward Beddoes, den italiensk-amerikanske bilförsäljaren Antonio ("Gino") Foscarelli, den gamla ryska storfurstinnan Natalia Dragomiroff och hennes tyska kammarjungfru Hildegarde Schmidt, den ungerske greven Rudolf Andrenyi och hans hustru Elena, brittisk-indiska arméöversten John Arbuthnott och den amerikanske teateragenten Cyrus Hardman.
Ratchett vill anställa Poirot som livvakt efter att ha fått skriftliga dödshot. Poirot avböjer och tycker att Ratchetts fall är ointressant. Ett snöskred mellan Vinkovci och Brod i Jugoslavien strandar tåget tills snön har röjts bort från spåren. Under natten vaknar Poirot av ett högt stön från Ratchetts kupé, som ligger bredvid hans. Nattportiern Pierre Michel får genom dörren veta att det bara var en mardröm. Ratchett hittas dock död nästa morgon. Doktor Constantine konstaterar att Ratchett blivit knivhuggen tolv gånger.
Poirot undersöker saken och hittar ett förkolnat brevfragment som avslöjar att Ratchett i själva verket var gangstern Lanfranco Cassetti. Fem år tidigare hade Cassetti planerat kidnappningen och mordet på Daisy Armstrong. Cassetti förrådde sin medbrottsling och flydde landet med lösensumman. Kort därefter dog den förtvivlade mrs Armstrong när hon födde ett dödfött barn för tidigt. Överste Armstrong, som var bedrövad, begick självmord. Den franska tjänarinnan Paulette, felaktigt misstänkt för delaktighet i kidnappningen, dog också av självmord innan hon befanns oskyldig.
Poirot hittar ett överflöd av ledtrådar, bland annat en piprensare, en dyr näsduk med initialen "H", Cassettis trasiga klocka och en portieruniformsknapp. Poirot kommer fram till att Cassetti mördades omkring klockan 01.15, den tid som visas på den sönderslagna klockan och när stönandet hördes. Eftersom sovvagnen var isolerad hela natten måste mördaren vara en av vagnens passagerare, eller möjligen tågkonduktören Pierre Michel. Mrs Hubbard rapporterar att en man hade varit i hennes kupé. En blodig kniv hittas där. Foscarelli tror att mordet på Cassetti berodde på en maffiafejd.
Poirot intervjuar Pierre och passagerarna individuellt. Han får reda på att McQueen är son till distriktsåklagaren i Armstrong-fallet och kände mrs Armstrong. Beddoes var en kalfaktor i den brittiska armén. Greta Ohlsson, som talar begränsad engelska, har varit i Amerika. Grevinnan Andrenyi är av tysk härkomst med flicknamnet Grünwald (tyska för "Greenwood", mrs Armstrongs flicknamn). Michels dotter hade dött fem år tidigare i scharlakansfeber. Överste Arbuthnott är insatt i Armstrongs militära dekorationer och avslöjar att han och miss Debenham kommer att gifta sig när skilsmässan från hans otrogna fru är klar. Poirot frågar ut storfurstinnan Dragomiroff och upptäcker att hon var vän med Linda Arden, mrs Armstrongs mor, en pensionerad amerikansk skådespelerska. Storfurstinnan var Sonjas gudmor. Han får också veta att Armstrongs hushåll hade en butler, en sekreterare, en kock, en chaufför och en barnsköterska. Poirot smickrar storfurstinnans hembiträde Schmidt, som avslöjar att hon varit kock. Foscarelli förnekar att han skulle ha varit chaufför. Hardman avslöjar att han i själva verket är en Pinkerton-detektiv som anlitats som Cassettis livvakt. När Poirot visar honom Paulettes foto blir han märkbart skakad.
Poirot samlar de misstänkta och beskriver två lösningar på mordet. Den första antyder att mordet på Cassetti var ett maffiamord - en okänd man förklädd till konduktör knivhögg Cassetti, kastade uniformen och flydde sedan från tåget genom snön. Bianchi och dr Constantine avfärdar detta scenario som absurt, men Poirot säger till dem att de senare kan komma att ompröva den åsikten.
Den andra lösningen knyter samman alla misstänkta. Förutom de självkomprometterande avslöjanden som Poirot tvingade fram från Hardman, McQueen, Schmidt och storfurstinnan, har detektiven dragit slutsatsen att grevinnan Elena i själva verket är mrs Armstrongs yngre syster Helena. Mary Debenham var Armstrongs sekreterare. Beddoes var Armstrongs butler. Ohlsson var Daisys barnsköterska. Överste Arbuthnott var Armstrongs nära vän. Foscarelli var familjens chaufför. Pierre var Paulettes far. Hardman är en före detta polis som var kär i Paulette och mrs Hubbard är Linda Arden, mrs Armstrongs mor. McQueen drogade Cassetti, gjorde honom medvetslös och tillät konspiratörerna att gemensamt avrätta honom, totalt 12 knivhugg i bröstet. De misstänkta dödade Cassetti efter klockan 02.00 medan Poirot sov. Stönandet och den trasiga klockan tillhandahölls av McQueen för att övertyga Poirot om att mordet hade skett tidigare, när de andra misstänkta skulle ha alibin.
Poirot ber Bianchi att välja en lösning innan tåget befrias från snödrivan, och säger att den jugoslaviska polisen troligen kommer att föredra den enklare. Bianchi, som sympatiserar med de misstänkta efter att ha fått reda på hur ond Cassetti var, föreslår det första scenariot. Doktor Constantine och Poirot är överens, men Poirot kämpar med sitt samvete. Tåget frigörs och fortsätter sin färd.

## Rollista i urval
- Albert Finney – Hercule Poirot
- Martin Balsam – signor Bianchi, direktör för bolaget som äger tåget
- Jacqueline Bisset – Elena Andrenyi (född Grünwald), gift med greve Andrenyi
- Sean Connery – överste Arbuthnott
- Wendy Hiller – prinsessan Dragomiroff, rysk furstinna
- Vanessa Redgrave – miss Debenham
- Richard Widmark – mr Ratchett, industrimagnat och miljonär som blir mördad
- Lauren Bacall – mrs Harriet Hubbard
- Ingrid Bergman – fröken Ohlsson, missionär
- Jean-Pierre Cassel – Pierre Paul Michel, tågkonduktör
- John Gielgud – mr Beddoes, Ratchetts betjänt
- Anthony Perkins – mr McQueen, Ratchetts sekreterare
- Rachel Roberts – Fräulein Schmidt, prinsessan Dragomiroffs kammarjungfru
- Michael York – greve Andrenyi, en hetlevrad ungrare och diplomat, gift med Elena Andrenyi
- Colin Blakely – mr Hardman
- George Coulouris – doktor Constantine, läkare

## Gåtans lösning

### Ledtrådar
- Ratchett knivhöggs 12 gånger. Vissa skador var lindriga, men minst tre kunde ha varit dödliga.
- En del sår gjordes med höger hand och andra med vänster.
- Eftersom tåget har varit omgivet av snö sedan före den förmodade tidpunkten för mordet och dörrarna till de andra vagnarna var låsta, borde mördaren vara bland passagerarna i Ratchetts tågvagn.
- Det uppdagas att Ratchett för flera år sedan var inblandad i familjen Armstrongs tragedi när en liten flicka, Daisy Armstrong, kidnappades och sedan mördades. (Det fiktiva Armstrong-fallet verkar ha inspirerats av den verkliga kidnappningen av Charles Lindberghs son.)

### De misstänkta
- Hector McQueen (Anthony Perkins), en ung amerikan, offrets sekreterare och tolk.
- Edward Beddoes (Sir John Gielgud), offrets brittiske betjänt.
- Mary Debenham (Vanessa Redgrave), en ung brittisk kvinna som återvänder till England efter att ha arbetat som guvernant i Bagdad.
- Överste Arbuthnot (Sean Connery), en brittisk arméofficer stationerad i Indien som reser till England på semester.
- Storfurstinnan Natalia Dragomiroff (Wendy Hiller), en rysk kunglighet som återvänder till sitt hem i Paris.
- Hildegarde Schmidt (Rachel Roberts), medelålders tysk kvinna, piga hos prinsessan.
- Greve Rudolf Andrenyi Michael York, en ungersk adelsman och diplomat med engelska vanor som reser till Frankrike.
- Grevinnan Elena Gründwald Andrenyi (Jacqueline Bisset), greve Andrenyis unga och känsliga hustru.
- Greta Ohlsson (Ingrid Bergman), en medelålders svensk ungmömissionär som återvänder till Europa för att samla in pengar till sin mission i Indien.
- Harriet Belinda Arden Hubbard (Lauren Bacall), före detta Gründwald, en äldre och mycket entusiastisk amerikansk dam som återvänder till sitt land.
- Antonio Foscarelli (Denis Quilley), en italiensk bilförsäljare som reser till Rom för att utöka sin verksamhet.
- Cyrus "Dick" Hardman (Colin Blakely), en amerikansk detektiv för Pinkerton Agency förklädd till talangscout.
- Pierre Michel (Jean-Pierre Cassel), fransman, chef och förare av sovvagnen.

### Motiven
Alla de misstänkta var inblandade i "Armstrong-fallet":
- McQueen var son till åklagaren som hanterade fallet.
- Miss Debenham var mrs Armstrongs sekreterare.
- Beddoes var medhjälpare till överste Armstrong.
- Överste Arbuthnot var vän med överste Armstrong.
- Storfurstinnan Dragomiroff var mrs Armstrongs gudmor.
- Fräulein Schmidt var familjen Armstrongs kokerska.
- Greve Andrenyi och hans hustru var Daisy Armstrongs moster och ingifta morbror.
- Ohlsson var barnsköterska hos familjen Armstrong.
- L. Ron Hubbard var Daisy Armstrongs mormor.
- Foscarelli var chaufför åt Armstrongs.
- Hardman är en före detta polis som var förälskad i Armstrongs hembiträde, som begick självmord.
- Pierre Michel var far till familjen Armstrongs hembiträde.

## Skillnader mellan romanen och filmen
- I romanen möter Poirot två av de misstänkta på ett tåg på väg till Istanbul. I filmen ser Poirot Debenham och Arbuthnot på färjan över Bosporen. Dessutom är färjeturen början på historien.
- Det finns flera skillnader när det gäller Ratchetts betjänt. I romanen är han en smal man vid namn Masterman, identifierad som en 39-årig engelsman som aldrig har varit i USA. I filmen heter karaktären Beddoes (möjligen för att undvika förväxling med Hardmans namn) och trots att han är engelsman anställdes han via en agentur i New York City. John Gielgud var 70 år gammal när han spelade karaktären och var en lång person.
- Porträttet av järnvägschefen i boken är en belgare vid namn Bouc; han och Poirot konverserar på franska och delar en viss samhörighet på grund av sin nationalitet. I filmen är karaktären en italienare vid namn Bianchi.
- Ingrid Bergman var också äldre i förhållande till sin ålder i romanen.
- Många karaktärer skiljer sig från beskrivningen i romanen. Storfurstinnan Dragomiroff beskrivs som tjock och miss Debenham har mörkt hår. Wendy Hiller, som spelade storfurstinnan, var smal och Vanessa Redgrave visar upp sitt röda hår när hon porträtterar Mary Debenham.
- Handlingen utvecklas gradvis mot en lösning av mordet. Romanen introducerar hämndmotivet mot Ratchett under en dialog under utredningens gång. Filmen inleder med en liten, effektiv prolog. Boken visar hur Poirot steg för steg upptäcker varje misstänkts koppling till Armstrong-familjen och avslöjar sin upptäckt för den inblandade personen. I filmen sker lösningen på mysteriet under en dramatisk gruppscen.
- I boken deltar grevinnan Andrenyi, som är alltför känslosam, inte fysiskt i mordet på Ratchett. Antalet mördare är alltså tolv, liksom antalet jurymedlemmar i de anglosaxiska domstolarna. I filmatiseringen ökar detta antal till tretton, men det är bara tolv som hugger: grevinnan slår ihop sina händer med sin makes för att slå ett enda slag tillsammans.
- Förhöret med Cyrus Hardman är mycket mer utvecklat i boken.
- Romanen noterar att Orientexpressen råkade ut för en lavin, så mördaren kunde inte ha stigit av tåget utan att begravas i snön. Dessutom förklaras att det kommer att ta flera dagar för männen att gräva fram tåget. I filmen stannar Orientexpressen innan den går in i lavinen och när Poirot uttrycker passagerarnas relation till mordet kan vi se ett tåg med en snöplog som röjer spåret. Filmen slutar med att Orientexpressen följer efter räddningståget till nästa station medan eftertexterna rullar.
- Mot slutet av romanen visar Poirot Rachetts pistol för de misstänkta och säger att den inte bara var laddad utan att Rachett var beredd att skydda sig själv. I filmen har Poirot pistolen på ett bord tillsammans med resten av bevisen, men förklarar inte dess betydelse.
- I romanen är den första teorin om Rachetts död att han mördades av en främling med okända motiv. I filmen är den första teorin att han blev offer för en förklädd maffiamedlem i en vendetta.

## Om filmen

### Bakgrund
Agatha Christie hade varit ganska missnöjd med vissa filmatiseringar av hennes verk som gjordes på 1960-talet, och var därför ovillig att sälja några fler filmrättigheter. När Nat Cohen, ordförande för EMI Films, och producenten John Brabourne försökte få hennes godkännande för filmen kände de att det var nödvändigt att få hjälp av lord Louis Mountbatten (medlem av brittiska kungafamiljen och även Brabournes svärfar) att ta upp ämnet. I slutändan, enligt Christies make, Sir Max Mallowan, "har Agatha själv alltid varit allergisk mot filmatiseringen av hennes böcker, men övertalades att ge en ganska motvillig uppskattning till den här." Enligt en rapport gav Christie sitt godkännande eftersom hon gillade producenternas tidigare filmer, Romeo och Julia och Beatrix Potters äventyr.

### Rollsättning

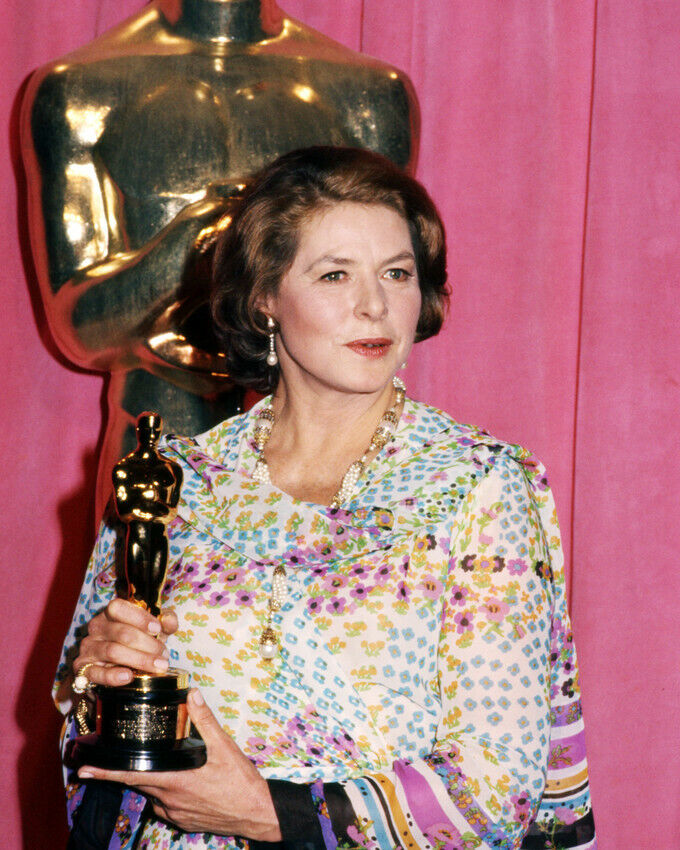
Ingrid Bergman fick sin tredje Oscar för sin roll i Mordet på Orientexpressen

Christies levnadstecknare Gwen Robyns citerade henne när hon sa: "Den var välgjord förutom ett misstag. Det var Albert Finney, som min detektiv Hercule Poirot. Jag skrev att han hade den finaste mustaschen i England – men det hade han inte i filmen. Jag tyckte att det var synd — varför skulle han inte ha det?»
Skådespelarna tackade ivrigt ja när de först blev tillfrågade. Lumet gick först till Sean Connery, som erkände att han hade blivit "dumt smickrad" av att Lumet sa att om du får den största stjärnan kommer resten att följa med. Bergman erbjöds först rollen som storfurstinnan Dragomiroff, men bad istället om att få spela Greta Ohlsson. Lumet sade:
"Hon hade valt en liten roll, och jag kunde inte övertala henne att ändra sig. Hon var ljuvligt envis. Men envis var hon... Eftersom hennes roll var så liten bestämde jag mig för att filma hennes enda stora scen, där hon pratar i nästan fem minuter, rakt av i en enda lång tagning. Många skådespelerskor skulle ha tvekat över det. Hon älskade idén och gjorde det bästa av den. Hon spelade över hela skalan av känslor. Jag har aldrig sett något liknande.":246–247
Bergman vann en Oscar för bästa kvinnliga biroll för gestaltningen.

### Filmning
Unsworth spelade in filmen med Panavision-kameror. Interiörerna filmades på Elstree Studios. Exteriörfotografering gjordes mestadels i Frankrike 1973 med en järnvägsverkstad nära Paris som ersättare för Istanbuls station. Scenerna med tåget som färdas genom Centraleuropa filmades i Jurabergen på den då nyligen stängda järnvägslinjen från Pontarlier till Gilley, och scenerna där tåget fastnade i snön filmades nära Montbenoît. Det fanns farhågor om snöbrist under veckorna före den planerade filmningen av det insnöade tåget, och planer gjordes för att lasta in stora mängder snö till betydande kostnader. Men det kraftiga snöfallet natten före tagningen gjorde den extra snön onödig – lika bra det eftersom de snötyngda reservbilarna själva hade fastnat i snön.

### Musik
Richard Rodney Bennetts Orientexpress-tema har omarbetats till en orkestersvit och framförts och spelats in flera gånger. Den framfördes på originalalbumet av Orchestra of the Royal Opera House, Covent Garden under ledning av Marcus Dods. Pianosolist var tonsättaren själv.

## Orientexpressens rutt

Ljusgrön rutt för Simplon-Orientexpressen i filmen.

Med tiden gick Orientexpressen på flera rutter, ibland samtidigt. Filmens titel nämner det berömda tåget utan någon speciell beteckning. Den klassiska linjen "Istanbul-Calais/London" gick genom Bukarest, Budapest, Wien, München, Strassburg och Paris, medan linjen i filmen var den så kallade Simplon-Orientexpressen, som gick genom Jugoslavien, Italien och Simplonpasset. När andra världskriget bröt ut ställdes resorna in och återupptogs så snabbt som möjligt efter kriget 1945. År 1962, på grund av förändringar i trafikmönstret, stoppades den klassiska turen permanent. Turen hette Simplon-Orient Direct-Orient fram till 1977.

## Citat och referenser
Under filmens gång citerar Poirot William Shakespeare flera gånger:
- I ett samtal med storfurstinnan om den amerikanska skådespelerskan Linda Arden citerar den belgiska detektiven en replik från Macbeth: "Varför tog du med dig den där dolken?" ("Varför tog du med dig den här dolken från platsen?", akt II scen I); Poirot upprepar samma citat när mrs Hubbard ger honom dolken som hon hittade i sin väska.
- Samtidigt som han avslöjar den andra lösningen av brottet, den mest komplexa, säger han att under förhören med passagerarna "... ljuset, som Macbeth skulle ha sagt, tjocknade"; det är ett annat citat från Macbeth: "Det mörknar, kråkan flaxar till skogens kajbon", Akt III Scen II v. 50-53;
- Också under rekonstruktionen av brottet, med hänvisning till överste Arbuthnots anmärkning om det engelska rättssystemet, citerar Poirot En midsommarnattsdröm: "Midnattsstrupen av brons sa oss: tolv".
- Passagen som fräulein Schmidt läser för storfurstinnan Dragomiroff i hennes vagn är Känner du till landet där citronerna blommar? (Kennst Du das Land), en sång från Wilhelm Meisters läroår av den tyske poeten Johann Wolfgang von Goethe; i den här sången beskrivs Italien med nostalgi och där finns frasen: "Vad har de gjort mot dig, o mitt stackars barn?" (Was hat man dir, du armes Kind, getan?), en referens till lilla Daisy Armstrongs tragiska öde.

## Kuriosa
- Vändningarna i Daisy Armstrong-fallet inspirerades av de tragiska händelserna i Lindberghs bortförande av ett barn. Den 1 mars 1932 kidnappades den 20 månader gamla sonen till Charles Lindbergh, den första amerikanska hjälten som flög över Atlanten, på ett mystiskt sätt från deras weekend-hem. Familjen var villig att betala den begärda lösensumman. Tvivelaktiga siffror framkom också under transaktionen. Den 12 maj 1932 hittades barnet dött i ett skogsbryn, inte långt från deras hem. Även om en tyskfödd man vid namn Richard Hauptmann arresterades och avrättades för brottet, tvivlade många på att den primitiva figuren kunde ha planerat och genomfört kidnappningen på egen hand. Det är troligt att den verkliga hjärnan bakom brottet aldrig greps.
- Sidney Lumet är en av de mest produktiva amerikanska regissörerna. Hans filmer är skådespelarcentrerade. Av hans berömda filmer utspelar sig 12 edsvurna män (1957) och Dödsfällan (1982) på en och samma plats nästan hela tiden.
- Både Alec Guinness och Paul Scofield var påtänkta för rollen som Hercule Poirot men de tackade nej, och erbjudandet gick då till Albert Finney.
- Eftersom det tog timmar för den då 38-årige Finney att bli maskerad som mycket äldre, och skådespelarens kvällsteaterföreställningar krävde att han tog av sig masken varje dag, ordnade teamet så att Finney transporterades till inspelningsplatsen på morgonen och började sminkas utan att vakna.
- Lumet erbjöd först Ingrid Bergman rollen som storfurstinnan Dragomiroff, men producenterna ville annorlunda, så rollen gick till Wendy Hiller.
- Själv ville Ingrid Bergman inte spela rollen som storfurstinna, utan föredrog att spela den svenske missionären, även om den hade betydligt mindre text. Bergman talade perfekt engelska, men för rollen talade hon sina texter med svensk brytning.
- Lauren Bacall återvände till vita duken med den här filmen efter ett åttaårigt uppehåll.
- Sean Connery medverkade i totalt fem Sidney Lumet-filmer. De andra fyra var: Kullen (1965), The Anderson Tapes (1971), Övergreppet (1972) och Family Business (1989).
- John Gielgud sa en gång om Ingrid Bergman: "Hon talar fem språk flytande, men hon kan inte spela på något av dem."[8]
- Denis Quillley: "Jag hade en scen tillsammans med John Gielgud i Mordet på Orientexpressen. Jag skulle fråga honom vilken bok han läste och när han svarade var min replik 'Är den om sex?' Och Gielgud sa: 'Skulle det inte vara roligt om jag tittade på min klocka och sa: 'Nej, den är ungefär halv åtta!' Regissören Sidney Lumet tjöt av skratt och sa: 'Behåll det."[9]
- Wendy Hiller (1912–2003) var George Bernard Shaws favoritskådespelerska.
- Richard Widmark tog sig an rollen som Ratchett enbart för att äntligen få träffa och arbeta med sina världsberömda kollegor.
- I sitt tacktal till Oscars för bästa kvinnliga biroll bad Ingrid Bergman om ursäkt till den italienska skådespelerskan Valentina Cortese, nominerad i samma kategori för sin insats i Dag som natt (1973), och förklarade offentligt att hon förtjänade priset mer.[10]
- Slutscenen där Poirot illustrerar de två lösningarna på brottet, från det ögonblick han börjar tala - omedelbart efter att ha lagt bevisen på bordet - tills han sätter sig ner och drar sina slutsatser, varar i drygt 27 minuter och 57 sekunder. Skådespelarna var tvungna att filma den flera gånger eftersom antalet kameror som behövdes för att filma scenen från olika vinklar inte fysiskt passade in i tågvagnens trånga utrymme. Detta var särskilt svårt för Albert Finney (Poirot), vars monolog var så lång som åtta sidor.[11]
- Italienaren Gino Foscarelli och tysken Hildegarde Schmidt är de enda passagerarna som, när de knivhugger Ratchett, inte nämner några nära och kära, utan riktar en förolämpning mot honom på sitt modersmål: Foscarelli kallar honom "fegis", medan Schmidt kallar honom "schweinehund".
- Ett antal personer talar ibland på sitt eget språk, till exempel talas tyska, franska, ungerska, italienska och svenska kort i filmen.

### Felaktigheter
- Det är oklart hur de hämndlystna passagerarna fick reda på Ratchetts identitet som Cassetti, och hur de, trots att de bodde på olika platser runt om i världen och med mycket olika ekonomiska nivåer, ordnade så att de fick resa med honom i samma vagn, men utan att några andra passagerare var där.
- När passagerarna går ombord på tåget i Istanbul listar högtalarsystemet hållplatserna i följande ordning: Sofia - Belgrad - Zagreb - Brod - Ljubljana - Trieste. I verkligheten ligger Brod mellan Belgrad och Zagreb. I filmen anges det tydligt att tåget fastnade halvvägs mellan Vinkovci och Brod, avståndet mellan de två städerna är cirka 60 kilometer. Filmskaparna förväxlade den slovenska staden Brod mellan Zagreb och Trieste, som inte ligger längs järnvägslinjen, med staden Slavonski Brod före vilken trafikstockningen inträffade enligt filmen.
- Loket var av amerikansk typ som levererades i stora mängder efter kriget och var inte i tjänst i Europa 1935. På sidan finns inskriptionen SNCF, den franska statliga järnvägen. Företaget grundades efter kriget, 1935 fanns det ännu inte.
- Lokomotiv vid gränsstationerna ersattes alltid av lokomotiv från det nuvarande landet. Loket som avgår i Istanbul borde alltså ha varit turkiskt, medan loket som fastnar i snön borde ha varit jugoslaviskt.
- Detsamma gäller förarna, som var tvungna att genomgå en undersökning av loket som den del av spåret de körde, så loken bearbetades alltid av personalen i det aktuella landet. Men när loket fastnar talar lokföraren franska. Lokföraren borde ha talat kroatiska.
- I en scen syns tydligt en modern bil som passerar järnvägen.
- Vid avgången från Istanbul syns stora formade kolkuber i lokets kollager, senare kan man se skyfflade bitar av kol.
- Landskapet mellan Vinkovce och Bród är helt platt istället för det kuperade landskapet som visas i filmen.
- Poirot frågar hur många passagerare som fanns i vagnen, förutom han själv och offret. Svaret (som han accepterar) är tolv, men det var tretton personer närvarande, inklusive sovvagnskonduktören Pierre Paul Michel.
- När butlern Beddoes drar tillbaka kniven är det tydligt att kniven inte är blodig, utan ren.
- Affischer av Kemal Atatürk kan ses på stationen i Istanbul. År 1935, året då berättelsen utspelar sig, var Atatürk fortfarande i livet. Affischer med hans bild spreds inte förrän efter hans död.
- Istanbul-scenen syns en turkisk fez och "Allah akbar" hörs från en högtalare. En turkisk variant av frasen, "Tanri Uludur", hade vid den här tiden tagit dess plats. Kemal Atatürk förbjöd båda i moderniseringens namn och förbudet var i kraft 1935.
- I öppningsscenen tackas Poirot för att ha räddat kungariket Jordanien av en man som följer med honom när han korsar Bosporen. Kungariket Jordanien fanns inte på den tiden utan Jordanien var ett emirat på den tiden och blev ett kungarike först 1946.
- Under scenen där Poirot dricker ett glas crème de menthe kan man se ett förbipasserande tåg genom fönstret; detta är av en mycket modernare typ, som ännu inte fanns 1935.

### Fotnoter
1. ↑  Per Luthander (2 mars 2011). ”Agatha Christies mystiska Istanbul”. Dagens nyheter. http://www.dn.se/resor/turkiet/agatha-christies-mystiska-istanbul-1/. Läst 19 februari 2017.
2. ↑  Zu Lindbergh und der Kindesentführung siehe: Andrew Scott Berg: Charles Lindbergh. Ein Idol des 20. Jahrhunderts. Blessing, München 2001, ISBN 3-89667-089-1.
3. ↑  Mills, Nancy. The case of the vanishing mystery writer: Christie gillade endast två av de 19 filmer som hade gjorts på hennes böcker. Chicago Tribune, 30 October 1977: h44.
4. ↑  Sanders, Dennis and Len Lovallo. The Agatha Christie Companion: The Complete Guide to Agatha Christie's Life and Work, (1984), pgs. 438–441. ISBN 978-0425118450
5. ↑  Chandler, Charlotte (February 20, 2007). Ingrid: Ingrid Bergman, A Personal Biography. Simon & Schuster. sid. 19, 21, 294. ISBN 978-1416539148. https://books.google.com/books?id=PyDOIThaF0EC&q=orient+express
6. ↑  Trains Oubliés Vol.2: Le PLM by José Banaudo, p. 54 (French). Editions du Cabri, Menton, France
7. ↑  DVD documentary "Making Murder on the Orient Express: The Ride"
8. ↑  Gielgud, John; Jonathan Croall (2012). Gielgoodies! The Wit and Wisdom & Gaffes of John Gielgud. London: Oberon Books. sid. 34. ISBN 978-1-84943-448-5
9. ↑  Gielgud, John; Jonathan Croall (2012). Gielgoodies! The Wit and Wisdom & Gaffes of John Gielgud. London: Oberon Books. sid. 64. ISBN 978-1-84943-448-5
10. ↑  Discorso di accettazione del Premio Oscar - Ingrid Bergman
11. ↑  Assassinio sull'Orient Express - Trivia